# Choi Sung-jae
Choi Sung-jae (sinh ngày 18 tháng 7 năm 1984) là một nam diễn viên người Hàn Quốc.

## Phim đã tham gia

### Phim truyền hình
| Năm       | Phim                                 | Vai                                                             | Kênh trình chiếu |
| --------- | ------------------------------------ | --------------------------------------------------------------- | ---------------- |
| 2012      | Lễ của các vị thần                   |                                                                 | MBC              |
| 2013      | Toà tháp xanh                        |                                                                 | tvN              |
| 2014      | Gap-dong                             | Thám tử                                                         | tvN              |
| 2015      | Người đàn ông đeo mặt nạ             | Ki-tae                                                          | KBS2             |
| 2016      | Những vị bác sĩ                      | Hwangbo Tae-yang                                                | SBS              |
| 2016      | Thứ gì đó khoảng 1 phần trăm         | Jung Sun-woo                                                    | Dramax           |
| 2017      | Biển của riêng cô ấy                 | Kim Sun-woo                                                     | KBS2             |
| 2017      | Vòng tròn                            | Humans B Central Control Room Agent (Ep. 2, special appearance) | tvN              |
| 2017      | Nhiệt độ của tình yêu                | Lee Sung-jae                                                    | SBS              |
| 2018      | Người chồng hợp đồng của tôi, Mr. Oh | Oh Byung-chul                                                   | MBC              |
| 2018      | Đại hoàng tử                         | Kim Kwan                                                        | TV Chosun        |
| 2019      | Liver or Die                         | Kang Yeol-han                                                   | KBS2             |
| 2019      | Nơi ánh dương soi chiếu              | Choi Gwang-il                                                   | KBS2             |
| 2020-2021 | Cuộc sống tươi đẹp của tôi           | Jang Si-Kyung                                                   | MBC              |
| 2021      | Nhưng                                | Yoo Hyeon-woo (Ep. 1, cameo)                                    | JTBC             |

### Phim điện ảnh
| Năm  | Phim                          | Vai     |
| ---- | ----------------------------- | ------- |
| 2017 | Những kẻ ngoài vòng pháp luật | Thám tử |

## Giải thưởng và đề cử
| Năm  | Giải thưởng                                      | Hạng mục                    | Tác phẩm     | Kết quả |
| ---- | ------------------------------------------------ | --------------------------- | ------------ | ------- |
| 2019 | Giải thưởng phim truyền hình Hàn Quốc lần thứ 12 | Diễn viên mới xuất sắc nhất | Liver or Die | Đề cử   |

## Link liên kết
- Choi Sung-jae trên HanCinema
- Choi Sung-jae trên IMDb